# Yosuke Kamigata
Yosuke Kamigata (上形 洋介 Kamigata Yosuke?), född 25 september 1992 i Tokyo prefektur, är en japansk fotbollsspelare.
Kamigata började sin karriär 2015 i V-Varen Nagasaki. 2016 flyttade han till Tochigi SC. Han spelade 47 ligamatcher för klubben. 2019 flyttade han till Vanraure Hachinohe.